# Gabinete do Japão
O Gabinete (内閣, Naikaku) é o órgão executivo do governo do Japão. É constituído pelo primeiro-ministro, que é nomeado pelo Imperador, após ter sido designado pela Dieta Nacional e pelos outros dezenove membros designados por ministros de Estado. O primeiro-ministro é designado pela Dieta e os ministros restantes são nomeados e destituídos pelo primeiro-ministro. O Gabinete é responsável coletivamente perante a Dieta e deve renunciar-se caso uma moção de desconfiança seja adotada pela Dieta.

## História
Antes da adoção da Constituição Meiji, o Japão possuía na prática uma constituição não escrita. Originalmente, um sistema jurídico e constituição de inspiração chinesa conhecido como ritsuryō foi promulgado no século VI, no final do período Asuka e no início do período Nara. Este evento descreveu um governo baseado numa burocracia meritocrática elaborada e teoricamente racional, que serviu sob a autoridade suprema da organização do Imperador, seguindo os modelos chineses. Em teoria, o último código ritsuryō, o Código Yōrō promulgado em 752, encontrava-se ainda em vigor na época da Restauração Meiji.
Sob este sistema, o órgão máximo do governo imperial do Japão pré-moderno durante o período Heian e brevemente sob a Constituição Meiji, foi Daijō-kan (太政官), o Grande Conselho de Estado, que era chefiado pelo Daijō Daijin (太政大臣, primeiro-ministro do Reino). O conselho foi completamente substituído em dezembro de 1885 com o estabelecimento do sistema de gabinete moderno. 
Sob a Constituição Meiji, o primeiro-ministro e o gabinete foram nomeados e responsáveis perante o Imperador. Desde que a Constituição do Japão entrou em vigor em 1947, o gabinete foi reformado, com o primeiro-ministro sendo eleito pela Dieta e o gabinete sendo responsável perante a Dieta.

## Designação
Nos termos da Constituição, os ministros do gabinete são nomeados após a seleção do primeiro-ministro. A maior parte do Gabinete, incluindo o primeiro-ministro, devem ser membros da Dieta e todos os membros devem ser civis. De acordo com a Lei do Gabinete, o número de ministros do Gabinete (excluindo o primeiro-ministro) deve ser de catorze ou menos, mas pode ser aumentado para dezanove se surgir uma necessidade especial. Caso o Gabinete renuncie coletivamente, continuará a exercer as suas funções até a nomeação de um novo primeiro-ministro. Durante o prazo do mandato, uma ação judicial não pode ser tomada contra os ministros do Gabinete sem o consentimento do primeiro-ministro. O Gabinete deve renunciar en masse (em massa) nas seguintes circunstâncias:
- Quando uma moção de desconfiança é adotada, ou quando um voto de confiança é derrotado pela Câmara dos Representantes, a menos que haja uma dissolução da câmara dentro de dez dias.
- Aquando da primeira convocatória da Dieta, depois de uma eleição geral da Câmara dos Representantes (ainda que o mesmo primeiro-ministro seja eleito, nomeado e todos os outros ministros sejam reeleitos).
- Quando o cargo de primeiro-ministro ficar vago, ou quando o primeiro-ministro tiver declarado a sua intenção de renunciar.

## Poderes
O Gabinete exerce dois tipos de poder. Alguns dos seus poderes, embora na prática, exercidos em conformidade com as instruções vinculativas do Gabinete, são exercidos nominalmente pelo Imperador com o "conselho e aprovação" do Gabinete. Sua outra classe de poderes é exercida explicitamente pelo Gabinete. Ao contrário do que ocorre em muitas monarquias constitucionais, o Imperador do Japão nem sequer é o Chefe do Executivo nominal. Em vez disso, a Constituição atribui explicitamente a autoridade executiva ao Gabinete.
Na prática, grande parte da autoridade do Gabinete é exercida pelo primeiro-ministro. Nos termos da Constituição, o primeiro-ministro exerce o "controlo e supervisão" sobre o órgão executivo e nenhuma lei ou ordem do Gabinete pode entrar em vigor sem a assinatura do primeiro-ministro (e a promulgação do Imperador). Embora a maior parte dos ministros do Gabinete em outros regimes parlamentaristas têm teoricamente certa liberdade de ação (dentro dos limites da responsabilidade coletiva do gabinete), o Gabinete japonês é efetivamente uma extensão da autoridade do primeiro-ministro.

Esta representação das flores de paulownia é considerada habitualmente um símbolo do Gabinete e do primeiro-ministro japonês.

### Poderes exercidos pelo Imperador
- Promulgação das alterações às leis, ordens e tratados do gabinete.
- Convocatória da Dieta.
- Dissolução da Câmara dos Representantes.
- Proclamação das eleições gerais à Dieta.
- Receção de embaixadores e ministros dos Negócios Estrangeiros.
- Atribuição de honras.

### Poderes explícitos
- Execução da lei.
- Condução de assuntos externos.
- Conclusão de tratados (com o consentimento da Dieta).
- Administração do serviço civil.
- Elaboração do orçamento (que deve ser aprovada pela Dieta).
- Adoção de ordens do gabinete.
- Concessão da amnistia geral, amnistia especial, comutação da pena, indulto e restauração dos direitos.
- Assinatura de leis ou ordens do gabinete pelo ministro de Estado competente e com a ratificação do primeiro-ministro.
- Nomeação dos juízes do Supremo Tribunal do Japão (exceto o Chefe de Justiça, que é designado pelo primeiro-ministro e formalmente nomeado pelo Imperador).
- Nomeação de vice-ministros (que são nomeados pelo respetivo ministro, a quem hão de apresentar o relatório).

## Atual Gabinete do Japão
Os membros do atual gabinete do Japão são chefiados pelo legislador do Partido Liberal Democrata, Shinzō Abe, e desde 2 de outubro de 2018 são os seguintes:
| Posto | Encarregado         |
| --- | ------------------- |
| Primeiro-ministro | Shinzō Abe          |
| Vice-primeiro-ministro Ministro das Finanças Ministro de Estado para os Serviços Financeiros Ministro de Estado responsável pela Superação da Deflação | Tarō Asō            |
| Ministro dos Assuntos Internos e Comunicações Ministro de Estado para a Segurança Social e Sistema de Número Fiscal | Masatoshi Ishida    |
| Ministro da Justiça | Takashi Yamashita   |
| Ministro dos Negócios Estrangeiros | Tarō Kōno           |
| Ministro da Educação, Cultura, Desporto, Ciência e Tecnologia Ministro de Estado responsável pela Reconstrução da Educação | Masahiko Shibayama  |
| Ministro da Saúde, Trabalho e Bem-Estar Social Ministro da Reforma do Estilo de Trabalho | Takumi Nemoto       |
| Ministro da Agricultura, Florestas e Pescas | Takamori Yoshikawa  |
| Ministro da Economia, Comércio e Indústria Ministro de Estado responsável pela Competitividade Industrial Ministro de Estado responsável pela Cooperação Económica com a Rússia Ministro de Estado responsável pela Resposta ao Impacto Económico, causado pelo Acidente Nuclear de Fucuxima Ministro de Estado para a Compensação por Danos Nucleares e Facilitação ao Desmantelamento de Sociedades | Hiroshige Sekō      |
| Ministro da Terra, Infraestrutura, Transporte e Turismo Ministro de Estado responsável pela Política do Ciclo da Água | Keiichi Ishii       |
| Ministro do Ambiente Ministro de Estado para a Preparação de Emergências Nucleares | Yoshiaki Harada     |
| Ministro da Defesa | Takeshi Iwaya       |
| Secretário-geral do Gabinete Ministro de Estado responsável por Atenuar o Impacto das Forças Armadas dos Estados Unidos em Oquinaua | Yoshihide Suga      |
| Ministro da Reconstrução Ministro de Estado responsável pela Coordenação da Política Abrangente para a Revitalização do Acidente Nuclear de Fucuxima | Hiromichi Watanabe  |
| Presidente da Comissão Nacional de Segurança Pública Ministro de Estado responsável pela Construção da Resiliência Nacional Ministro de Estado para a Gestão das Catástrofes | Junzo Yamamoto      |
| Ministro responsável pela Promoção do Compromisso Dinâmico de Todos os Cidadãos Ministro de Estado responsável pela Reforma Administrativa Ministro de Estado responsável pela Reforma da Função Pública Ministro de Estado para as Questões Territoriais Ministro de Estado para os Assuntos de Oquinaua e dos Territórios Setentrionais Ministro de Estado para a Defesa do Consumidor e Segurança Alimentar Ministro de Estado para as Medidas da Baixa Taxa de Natalidade Ministro de Estado responsável pela Política Oceânica | Mitsuhiro Miyakoshi |
| Ministro de Estado responsável pela Política da Tecnologia da Informação Ministro de Estado responsável pela Estratégia Cool Japan Ministro de Estado responsável pela Estratégia da Propriedade Intelectual Ministro de Estado para a Política Científica e Tecnológica Ministro de Estado para a Política Espacial | Takuya Hirai        |
| Ministro de Estado para a Política Fiscal e Económica Ministro de Estado responsável pela Reforma da Segurança Social Ministro de Estado para as Negociações Comerciais da Parceria Transpacífica e entre o Japão e os Estados Unidos | Toshimitsu Motegi   |
| Ministro de Estado para a Revitalização Regional Ministro de Estado para a Reforma Regulamentar Ministro de Estado para a Igualdade de Género Ministro de Estado responsável pelo Empoderamento das Mulheres | Satsuki Katayama    |
| Ministro de Estado responsável pelos Jogos Olímpicos e Paralímpicos de Verão de 2020 em Tóquio | Yoshitaka Sakurada  |